# Championnat de Corée du Sud de football 2014
Navigation
K League 2013 K League 2015
La saison 2014 du Championnat de Corée du Sud de football est la 32e édition de la première division sud-coréenne, la K League. Pour la première fois, une équipe est promue de la seconde division sud-coréenne, il s'agit de Sangju Sangmu après sa victoire en barrage face à Gangwon FC. Avec une seule promotion pour trois relégations, le format passe à douze clubs au lieu de quatorze.
Les douze clubs engagés s'affrontent à trois reprises lors de la phase régulière. À l'issue de celle-ci, les six premiers jouent la poule pour le titre et s'affrontent une nouvelle fois, tandis que les six derniers font de même au sein de la poule de relégation. Le dernier du classement est relégué, l'avant-dernier doit disputer un barrage de promotion-relégation face à une formation de deuxième division.
C'est le club de Jeonbuk Hyundai Motors qui remporte la compétition cette saison après avoir terminé en tête du classement final, avec quatorze points d'avance sur Suwon Samsung Bluewings. Il s'agit du troisième titre de champion de Corée du Sud de l'histoire du club.

## Clubs de la saison 2014
| \| Busan Chunnam Sangju Gyeongnam Incheon Jeju Jeonbuk Pohang Seongnam Séoul Suwon Ulsan \| Localisation des clubs |
| Busan Chunnam Sangju Gyeongnam Incheon Jeju Jeonbuk Pohang Seongnam Séoul Suwon Ulsan                              |

| Club                    | Ville     | Entraîneur      | Stade                        |
| ----------------------- | --------- | --------------- | ---------------------------- |
| Busan IPark             | Busan     | Yoon Sung-hyo   | Busan Asiad Stadium          |
| Chunnam Dragons         | Gwangyang | Ha Seok-ju      | Gwangyang Football Stadium   |
| Gyeongnam FC            | Changwon  | Lee Cha-man     | Changwon Football Center     |
| Incheon United          | Incheon   | Kim Bong-gil    | Incheon Football Stadium     |
| Jeju United             | Seogwipo  | Park Kyung-hoon | Jeju World Cup Stadium       |
| Jeonbuk Hyundai Motors  | Jeonju    | Choi Kang-hee   | Jeonju World Cup Stadium     |
| Pohang Steelers         | Pohang    | Hwang Sun-hong  | Pohang Steel Yard            |
| Sangju Sangmu           | Sangju    | Park Hang-seo   | Sangju Civic Stadium         |
| Seongnam Ilhwa Chunma   | Seongnam  | Park Jong-hwan  | Tancheon Sports Complex      |
| FC Séoul                | Séoul     | Choi Yong-soo   | Seoul World Cup Stadium      |
| Suwon Samsung Bluewings | Suwon     | Seo Jung-won    | Suwon World Cup Stadium      |
| Ulsan Hyundai           | Ulsan     | Cho Min-kook    | Ulsan Munsu Football Stadium |

Changements d'entraîneurs
| Équipe        | Sortant        | Manière   | Date | Table      | Entrant        | Date | Table      |
| ------------- | -------------- | --------- | ---- | ---------- | -------------- | ---- | ---------- |
| Seongnam FC   | An Ik-soo      | Démission |      | Pré-saison | Park Jong-hwan |      | Pré-saison |
| Ulsan Hyundai | Kim Ho-kon     | Démission |      | Pré-saison | Cho Min-kook   |      | Pré-saison |
| Gyeongnam FC  | Ilija Petković | Démission |      | Pré-saison | Lee Cha-man    |      | Pré-saison |

### Footballeurs étrangers
Une équipe peut utiliser un maximum de quatre footballeurs étrangers sur le terrain.
| Club                    | Footballeur 1  | Footballeur 2        | Footballeur 3    | Footballeur asiatique | Footballeur de RPDC (Considéré comme joueur national) |
| ----------------------- | -------------- | -------------------- | ---------------- | --------------------- | ----------------------------------------------------- |
| Busan IPark             | Fagner         | Nilson               | Nikola Komazec   |                       |                                                       |
| Chunnam Dragons         | Matt Simon     | Weslley Feitosa      | Marcinho         | Robert Cornthwaite    |                                                       |
| Gyeongnam FC            | Miloš Bosančić | Sreten Sretenović    | Miloš Stojanović | Luke DeVere           |                                                       |
| Incheon United          | Ivo            | Diogo Acosta         |                  |                       |                                                       |
| Jeju United             | Hugo Droguett  | Julián Estiven Vélez |                  | Aleksandar Jovanović  |                                                       |
| Jeonbuk Hyundai Motors  | Leonardo       | Kaio                 |                  | Alex Wilkinson        |                                                       |
| Pohang Steelers         |                |                      |                  |                       |                                                       |
| Seongnam Ilhwa Chunma   | Valdivia       | Server Djeparov      |                  |                       |                                                       |
| FC Séoul                | Everton Santos | Mauricio Molina      | Osmar Barba      | Sergio Escudero       |                                                       |
| Suwon Samsung Bluewings | Santos         | Roger                | Reiner           |                       | Jong Tae-se                                           |
| Ulsan Hyundai           | Caíque         | Filip Kasalica       |                  |                       |                                                       |

## Compétition

### Classement final
| Rang | Équipe                  | Pts | J  | G  | N  | P  | Bp | Bc | Diff |
| ---- | ----------------------- | --- | -- | -- | -- | -- | -- | -- | ---- |
| 1    | Jeonbuk Hyundai Motors  | 81  | 38 | 24 | 9  | 5  | 60 | 22 | +38  |
| 2    | Suwon Samsung Bluewings | 67  | 38 | 29 | 10 | 9  | 52 | 37 | +15  |
| 3    | FC Séoul                | 58  | 38 | 15 | 13 | 10 | 42 | 28 | +14  |
| 4    | Pohang Steelers T       | 58  | 38 | 16 | 10 | 12 | 50 | 39 | +11  |
| 5    | Jeju United             | 54  | 38 | 14 | 12 | 12 | 39 | 36 | +3   |
| 6    | Ulsan Hyundai           | 50  | 38 | 13 | 11 | 14 | 44 | 43 | +1   |
|      |                         |     |    |    |    |    |    |    |      |
| 7    | Chunnam Dragons         | 51  | 38 | 14 | 9  | 15 | 48 | 53 | -5   |
| 8    | Busan IPark             | 43  | 38 | 10 | 13 | 15 | 37 | 49 | -12  |
| 9    | Seongnam FC C           | 40  | 38 | 9  | 13 | 16 | 32 | 39 | -7   |
| 10   | Incheon United          | 40  | 38 | 8  | 16 | 14 | 33 | 46 | -13  |
| 11   | Gyeongnam FC            | 36  | 38 | 7  | 15 | 16 | 30 | 52 | -22  |
| 12   | Sangju SangmuP          | 34  | 38 | 7  | 13 | 18 | 39 | 62 | -23  |

|  | Qualification pour la Ligue des champions de l'AFC 2015                                       |
|  | Qualification pour le troisième tour qualificatif de la Ligue des champions de l'AFC 2015     |
|  | Barrage de relégation de deuxième division                                                    |
|  | Relégation directe en deuxième division                                                       |
|  | T : Tenant du titre C : Vainqueur de la Coupe de Corée du Sud P : Promu de K-League Challenge |

### Matchs

#### Saison régulière
| Résultats (▼dom., ►ext.) | BIP | GNM | ICU | JJU | JHM | JND | PHS | SJS | SFC | SEO | SSB | USH | BIP | GNM | ICU | JJU | JHM | JND | PHS | SJS | SFC | SEO | SSB | USH |
| Busan IPark              |     | 2-2 | 2-2 | 1-1 | 0-2 | 0-1 | 3-1 | 1-1 | 1-0 | 0-2 | 0-2 | 0-0 |     | 4-0 |     | 2-1 | 1-1 |     |     | 1-1 | 1-0 |     |     | 1-3 |
| Gyeongnam FC             | 1-1 |     | 1-0 | 1-1 | 1-4 | 2-3 | 0-0 | 0-0 | 1-0 | 1-1 | 2-2 | 0-1 |     |     |     |     | 2-1 | 1-0 | 0-2 |     | 0-1 |     |     |     |
| Incheon United           | 0-0 | 2-0 |     | 0-0 | 0-1 | 0-0 | 0-0 | 1-2 | 1-1 | 1-0 | 0-3 | 2-0 | 3-0 |     |     |     | 0-2 | 3-3 | 2-1 | 1-0 |     |     |     |     |
| Jeju United              | 2-1 | 1-1 | 1-0 |     | 2-0 | 2-0 | 0-0 | 2-3 | 1-0 | 1-1 | 0-1 | 1-0 |     |     | 0-2 |     |     | 6-2 | 3-0 |     |     |     | 0-0 | 1-0 |
| Jeonbuk Hyundai Motors   | 3-0 | 4-1 | 1-1 | 1-1 |     | 2-0 | 1-3 | 6-0 | 1-0 | 1-2 | 3-2 | 1-0 |     | 1-0 |     | 2-0 |     |     |     | 2-0 |     | 0-0 | 1-0 | 1-0 |
| Jeonnam Dragons          | 2-1 | 3-1 | 1-2 | 1-2 | 0-2 |     | 2-2 | 4-3 | 2-0 | 2-2 | 3-1 | 1-0 | 2-1 | 0-0 |     |     | 2-1 |     | 0-1 |     |     | 1-2 |     | 1-1 |
| Pohang Steelers          | 2-0 | 3-0 | 3-0 | 3-0 | 0-2 | 3-1 |     | 4-2 | 1-0 | 0-0 | 2-1 | 0-1 | 0-0 |     |     |     | 2-2 |     |     | 3-0 | 1-0 | 0-1 |     |     |
| Sangju Sangmu            | 2-0 | 1-3 | 2-2 | 0-1 | 0-0 | 1-2 | 0-2 |     | 1-1 | 2-1 | 1-1 | 1-1 |     |     |     | 1-2 |     | 1-0 |     |     | 1-1 | 1-0 | 0-1 |     |
| Seongnam FC              | 2-4 | 1-0 | 0-0 | 1-2 | 0-3 | 0-1 | 3-1 | 0-0 |     | 0-0 | 2-0 | 1-1 |     |     | 2-0 | 1-1 | 0-1 | 1-0 |     |     |     | 1-2 |     | 3-4 |
| FC Seoul                 | 0-1 | 0-0 | 5-1 | 2-0 | 1-1 | 0-1 | 0-1 | 2-1 | 1-0 |     | 2-0 | 0-1 | 1-1 | 1-1 | 3-1 | 0-0 |     |     |     |     |     |     | 0-1 |     |
| Suwon Samsung Bluewings  | 1-0 | 0-0 | 3-2 | 1-0 | 1-0 | 1-0 | 4-1 | 2-2 | 1-1 | 0-1 |     | 3-2 | 1-1 |     | 1-1 |     |     | 2-1 | 2-1 |     | 2-2 |     |     | 2-0 |
| Ulsan Hyundai            | 3-0 | 3-0 | 3-0 | 1-1 | 0-0 | 1-0 | 0-2 | 3-0 | 0-1 | 2-1 | 2-2 |     |     | 2-1 | 1-1 |     |     |     | 1-2 | 2-1 |     | 0-3 |     |     |

#### Deuxième phase
| Résultats (▼dom., ►ext.) | JJU | JHM | PHS | SEO | SSB | USH |
| Jeju United              |     | 0-3 |     | 1-2 | 0-1 |     |
| Jeonbuk Hyundai Motors   |     |     | 1-0 |     |     | 1-1 |
| Pohang Steelers          | 1-1 |     |     |     | 1-2 | 2-2 |
| FC Seoul                 |     | 0-1 | 0-0 |     |     | 2-2 |
| Suwon Samsung Bluewings  |     | 1-2 |     | 0-1 |     |     |
| Ulsan Hyundai            | 0-1 |     |     |     | 0-3 |     |

| Résultats (▼dom., ►ext.) | BIP | GNM | ICU | JND | SJS | SFC |
| Busan IPark              |     |     | 1-0 | 1-1 |     |     |
| Gyeongnam FC             | 0-1 |     |     | 3-1 |     |     |
| Incheon United           |     | 1-1 |     |     | 1-1 | 0-1 |
| Jeonnam Dragons          |     |     | 0-0 |     | 3-1 | 1-1 |
| Sangju Sangmu            | 2-3 | 3-1 |     |     |     | 1-1 |
| Seongnam FC              | 1-0 | 1-1 |     |     |     |     |

### Barrage de promotion-relégation
Le 11e de K-League Classic affronte le vainqueur des play-offs de K-League Challenge pour déterminer le douzième club qualifié pour le championnat la saison prochaine.
| Équipe 1       | Résultat | Équipe 2     | Aller | Retour |
| -------------- | -------- | ------------ | ----- | ------ |
| Gwanju FC (D2) | 4 - 2    | Gyeongnam FC | 3 - 1 | 1 - 1  |

| Match aller                            | Gwangju FC (L2)                                 | 3 - 1 | (L1) Gyeongnam FC |                                                                    |                                                                    |
| Mercredi 3 décembre 2014 19h00 (UTC+9) | Cho Yong-tae 20e · Diego 48e · Sreten 85e (csc) | (1-1) | Stojanović 32e    | Stade de la Coupe du monde de Gwangju, Gwangju Spectateurs : 2 667 | Stade de la Coupe du monde de Gwangju, Gwangju Spectateurs : 2 667 |

| Match retour                         | Gyeongnam FC (L1)  | 1 - 1 | (L2) Gwangju FC |                                                           |                                                           |
| Samedi 6 décembre 2014 14h00 (UTC+9) | Song Soo-young 70e | (0-0) | Kim Ho-nam 75e  | Centre de Football Changwon, Changwon Spectateurs : 1 969 | Centre de Football Changwon, Changwon Spectateurs : 1 969 |

Gwangju FC a se promoté à la 2015 K League Classic sur 4-2 aggrégate.[Quoi ?]

## Bilan de la saison
| Championnat de Corée du Sud de football 2014 |                                   |
| Champion                                     | Jeonbuk Hyundai Motors (3e titre) |
| Coupes et trophées                           |                                   |
| Vainqueur de la Coupe de Corée du Sud 2014   | Seongnam FC                       |
| Qualifications continentales                 |                                   |
| Ligue des champions de l'AFC 2015            | Jeonbuk Hyundai Motors            |
| Ligue des champions de l'AFC 2015            | Seongnam FC                       |
| Ligue des champions de l'AFC 2015            | Suwon Samsung Bluewings           |
| Ligue des champions de l'AFC 2015            | FC Seoul (tour préliminaire)      |
| Promotions et relégations                    |                                   |
| Promus en K League Classic                   | Gwanju FC                         |
| Promus en K League Classic                   | Daejeon Citizen                   |
| Relégués en K League Challenge               | Sangju Sangmu                     |
| Relégués en K League Challenge               | Gyeongnam FC                      |

## Statistiques
| Rang | Joueur         | Club                    | Buts |
| ---- | -------------- | ----------------------- | ---- |
| 1    | Santos         | Suwon Samsung Bluewings | 14   |
| 2    | Lee Dong-gook  | Jeonbuk Hyundai Motors  | 13   |
| 2    | Stevica Ristić | Ulsan Hyundai           | 13   |
| 4    | Han Kyo-won    | Jeonbuk Hyundai Motors  | 11   |
| 4    | Lim Sang-hyub  | Busan IPark             | 11   |

| Rang | Joueur        | Club                    | Passes |
| ---- | ------------- | ----------------------- | ------ |
| 1    | Lee Seung-gi  | Jeonbuk Hyundai Motors  | 10     |
| 1    | Leonardo      | Jeonbuk Hyundai Motors  | 10     |
| 3    | Lee Myung-joo | Pohang Steelers         | 9      |
| 4    | Kim Seung-dae | Pohang Steelers         | 8      |
| 4    | Yeom Ki-hun   | Suwon Samsung Bluewings | 8      |